# Bī Āb
Bī Āb (persiska: بی آب) är en ort i Iran.   Den ligger i provinsen Qazvin, i den nordvästra delen av landet, 200 km väster om huvudstaden Teheran. Bī Āb ligger 1 829 meter över havet och antalet invånare är 161.
Terrängen runt Bī Āb är kuperad. Runt Bī Āb är det ganska tätbefolkat, med 108 invånare per kvadratkilometer. Närmaste större samhälle är Ābgarm, 10,3 km nordost om Bī Āb. Trakten runt Bī Āb består i huvudsak av gräsmarker.